# Lepidophyma jasonjonesi
Lepidophyma jasonjonesi — вид сцинкоподібних ящірок родини нічних ящірок (Xantusiidae). Описаний у 2023 році.

## Поширення
Ендемік Мексики. Поширений у горах Східна Сьєрра-Мадре у штаті Тамауліпас на півночі країни.